# Bataille de Caldiero (1809)
Pour les articles homonymes, voir Bataille de Caldiero.
 (mai 2023).
Le contenu est difficilement compréhensible vu les erreurs de traduction, qui sont peut-être dues à l'utilisation d'un logiciel de traduction automatique.
Cinquième Coalition
Batailles
Campagne d'Allemagne et d'Autriche
- Sacile
- Teugen-Hausen
- Raszyn
- Abensberg
- Landshut
- Eckmühl
- Ratisbonne
- Neumarkt
- Radzymin (en)
- Caldiero
- Dalmatie
- Ebersberg
- Piave
- Malborghetto
- Linz (en)
- Essling
- Sankt Michael
- Stralsund
- Raab
- Gratz
- Wagram
- Korneuburg
- Stockerau
- Gefrees (en)
- Hollabrunn
- Schöngrabern (en)
- Znaïm
- Ölper

Batailles navales
- Martinique
- Sables-d'Olonne
- Île d'Aix
- Walcheren
- Lissa
- Pelagosa

Campagne de l'île Maurice
- Sainte-Rose
- Saint-Paul
- Île Bonaparte
- Grand Port
- Île de France
- Tamatave

Campagne d'Espagne
Rébellion du Tyrol
Dans la bataille de Caldiero ou bataille de Soave ou la bataille de Castelcerino du 27 au 30 avril 1809, une armée autrichienne dirigée par l'archiduc Jean d'Autriche se défend contre une armée franco-italienne dirigée par Eugène de Beauharnais, vice-roi du royaume d'Italie. Les Autrichiens en infériorité numérique ont réussi à repousser les attaques de leurs ennemis lors des actions de San Bonifacio, Soave et Castelcerino avant de se retirer vers l'est. L'affrontement s'est produit pendant la guerre de la cinquième coalition, qui fait partie des guerres napoléoniennes.
Dans les premiers engagements de la guerre, l'archiduc Jean a vaincu l'armée franco-italienne et l'a ramenée à la rivière Adige à Vérone. Obligé de détacher des forces importantes pour surveiller Venise et d'autres forteresses tenues par l'ennemi, Jean se retrouve face à une armée franco-italienne fortement renforcée près de Vérone. Gêné par son précédent revers, notamment à Sacile, causé par précipitation, et qu'il a essayé de minimiser dans les courriers avec son beau-père empereur Napoléon, Eugène souhaite prendre sa revanche avec des forces supérieures pour chasser les envahisseurs autrichiens du Royaume d'Italie.
Eugène a fait une reconnaissance à San Bonifacio le 27. Le 29 avril, il a ordonné à une partie de ses troupes de tenir à Soave pendant qu'il envoyait une force italienne pour s'emparer des hauteurs du flanc droit autrichien. Le 30, les Autrichiens reprennent Castelcerino, perdu la veille. Pendant que cette action était menée, l'armée de Jean commence sa retraite vers la rivière Brenta à Bassano. Caldiero est situé à 15 kilomètres à l'est de Vérone. Les villes de Soave et San Bonifacio se trouvent aujourd'hui le long de l'autoroute A4 à environ 25 kilomètres à l'est de Vérone. Castelcerino est un petit village dans les collines à environ 4 kilomètres au nord de Soave.

## Contexte
Voir Ordre de bataille de Sacile 1809 pour une liste des unités et des organisations des armées autrichiennes et franco-italiennes.,,
Au début de la guerre de 1809, l'archiduc Jean avait autorité sur le Feldmarschallleutnant Johann Gabriel Chasteler de Courcelles, à la tête de la VIII Armeekorps de 24.500 fantassins et 2.600 cavaliers, et sur le Feldmarschallleutnant Ignaz Gyulai chef du IX Armeekorps de 22.200 fantassins et 2.000 cavaliers. Le VIII Armeekorps s'est massé à Villach en Carinthie et le IX Armeekorps s'est concentré au sud à Ljubljana (Laibach) à Carniola, dans la Slovénie moderne. Le général de division Andreas von Stoichevich est détaché avec 10.000 hommes pour observer le XIe corps du général de division Auguste Marmont en Dalmatie, que les Français détiennent depuis 1806. Une force de 26.000 réservistes de la Landwehr occupait des garnisons et défendait l'Autriche intérieure. L'archiduc Jean voulait que le VIII Armeekorps marche au sud-ouest de Villach tandis que le IX Armeekorps se déplaçait au nord-ouest de Laibach. Les deux forces se rejoindraient près de Cividale del Friuli.
Au début de la guerre, le peuple tyrolien est poussé à la révolte. Sous la direction de dirigeants comme Andreas Hofer, ils ont commencé à attaquer les garnisons bavaroises. Espérant appuyer la rébellion, le commandant en chef autrichien, l'archiduc Charles, duc de Teschen a ordonné à Jean de détacher Chasteler et 10.000 soldats autrichiens pour aider les Tyroliens. Albert Gyulai, le frère d'Ignaz Gyulai, remplaça Chasteler en tant que commandant du VIII Armeekorps rétréci. Soupçonnant que l'Autriche envisageait de déclencher une guerre, Napoléon constitua la partie française de l'armée d'Italie conduite par Eugène de Beauharnais, en six divisions d'infanterie et trois divisions de cavalerie. En fait, bon nombre des soldats étaient franco-italiens, car Napoléon avait annexé des parties du nord-ouest de l'Italie au premier empire français et y avait envoyé des troupes françaises. De plus, Eugène a réuni trois divisions d'infanterie italiennes pour que l'armée franco-italienne compte 70.000 hommes. Cependant, l'armée était dispersée dans le nord de l'Italie.
Eugène n'avait pas encore l'expérience de mener seul de grandes formations au combat, mais Napoléon a néanmoins nommé son beau-fils adoptif commandant de l'armée d'Italie. Pour préparer son beau-fils Eugène à ce rôle, l'empereur lui écrivit de nombreuses lettres détaillées lui conseillant comment défendre l'Italie et exigeant qu'il lui rende compte des moindres détails. Connaissant en personne le terrain qu'il avait reconnu quelques années auparavant, il a exhorté Eugène à se replier de la ligne de la rivière Isonzo vers la rivière Piave si les Autrichiens envahissaient en force. Napoléon a fait valoir que la rivière Adige était une position stratégique extrêmement importante. Il ne croyait pas que l'Autriche puisse attaquer en avril et il ne voulait pas provoquer son ennemi en massant ses armées, du moins tant que l'armée qu'il ménerait lui-même contre l'Autriche, à travers l'Allemagne, pour l'action décisive, ne serait pas prète. Ainsi, l'armée d'Eugène est restée quelque peu dispersée.
Le 10 avril 1809, le VIII Armeekorps autrichien avance depuis Tarvisio tandis que le IX Armeekorps traverse la rivière Isonzo près de Cividale. Le 12, ils se sont joints près d'Udine et ont poussé vers l'ouest. Eugène a été contraint de détacher Louis Baraguey d'Hilliers et une division italienne pour surveiller le Tyrol. Alors que les Autrichiens se déplaçaient vers l'ouest, ils ont détaché des forces pour masquer les forteresses franco-italiennes de Palmanova et d'Osoppo. Croyant pouvoir vaincre l'archiduc Jean, Eugène dans un excés de confiance, ordonna à ses divisions de se concentrer à Sacile. Le 14 avril, il rassemble les cinq divisions d'infanterie de Jean Mathieu Seras, Jean-Baptiste Broussier, Paul Grenier, Gabriel Barbou des Courières et Philippe Eustache Louis Severoli, et la division de cavalerie légère de Louis Michel Antoine Sahuc. Les divisions d'Eugène n'étaient pas encore complètement réorganisées en corps, malgré tout ses efforts, surpris par l'attaque Autrichienne ce qui rendait son armée plus difficile à contrôler au combat.

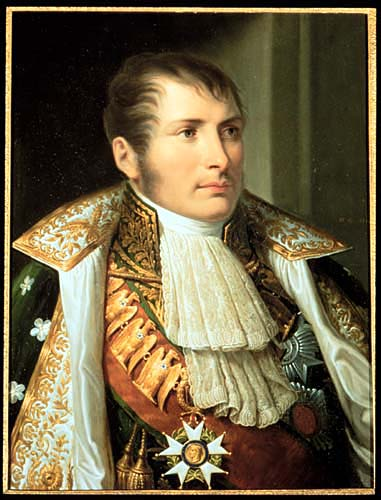
Eugène de Beauharnais

Dans une action préliminaire le 15, l'avant-garde de Sahuc a été étrillée inutilement à Pordenone. Néanmoins, croyant qu'il était plus nombreux que Jean, Eugène a attaqué l'armée autrichienne lors de la bataille de Sacile le 16 avril, comptant sur un renfort plus rapide de ses troupes. En fait, l'armée franco-italienne comptait 35 000 fantassins, 2 050 cavaliers et 54 canons, tandis que leurs adversaires déployaient 35 000 fantassins, 4 000 cavaliers et entre 55 et 61 canons. Eugène a envoyé deux divisions contre le flanc gauche autrichien, détenues par VIII Armeekorps. Face à une résistance obstinée, deux divisions supplémentaires se sont engagées dans la lutte. Lorsque Jean a soudainement lancé IX Armeekorps contre le flanc gauche français affaibli, Eugène a annulé ses attaques et a ordonné une retraite. Les Franco-Italiens ont perdu 6.500 hommes et 15 canons, tandis que les Autrichiens victorieux ont dénombré 4 000 victimes.
Alors que l'armée franco-italienne se replie sur la rivière Piave, elle rejoint la division d'infanterie de Jean Maximilien Lamarque et la division de dragons de Charles Joseph Randon de Malboissière de Pully. Eugène a utilisé ces nouvelles unités pour couvrir sa retraite. Après avoir tenu la ligne du Piave pendant quatre jours, il entame un repli sur l'Adige le 21 avril. Puis, l'armée fut rejointe par la garde royale italienne de Teodoro Lechi. Après une pause sur le Brenta le 24, la retraite a repris. Soucieux de son flanc nord, Eugène autorise Baraguey d'Hilliers à se replier sur Rovereto. Chasteler a accompagné le mouvement, prenant Trente le 23 avril et arrivant devant Rovereto le 26.
Embarrassé par sa défaite, Eugène retarde le moment de faire un rapport précis à Napoléon qu'il ne voulait en aucun cas décevoir. Mais son beau-père impérial lui envoie une lettre lui disant qu'il allait lui adjoindre un général plus expérimenté pour reprendre les choses en main. Le maréchal Joachim Murat, le pire choix pour Eugène, est un temps envisagé pour prendre le commandement de l'armée. Ce sera finalement Macdonald qui lui sera préféré et qui arrivera tardivement depuis Paris, malgré toute sa hâte, ne s'attendant plus à reprendre du service. Heureusement pour le vice-roi, les événements ont rapidement commencé à favoriser à nouveau les Franco-Italiens. Après Sacile, Eugène ordonne à Barbou de renforcer la garnison de Venise avec dix bataillons et un escadron de cavalerie. Après avoir détaché 10 000 soldats pour empêcher cette grande force de menacer ses communications, Jean atteignit l'Adige avec seulement 28 000 soldats. L'infanterie de François Durutte et la division dragons d'Emmanuel Grouchy ont rendez-vous avec l'armée franco-italienne près de Vérone. Avec 55 500 hommes disponibles, Eugène se prépare à passer à l'offensive.
Le 23 avril, il y eut un affrontement à Malghera près de Venise. Jean a ordonné à l'Oberst (colonel) Samuel Andreas Gyurkovics von Ivanocz de capturer une tête de pont sur la rivière Dese avec ses 2000 soldats. La force autrichienne comprenait neuf compagnies du régiment d'infanterie Ottocaner Grenz, deux bataillons de l'archiduc Franz Infanterie-Regiment Nr. 52 et six canons de 12 livres. Gyurkovics a rencontré une force bien supérieure sous la direction du vétéran d'Austerlitz, le général de division Marie-François Auguste de Caffarelli du Falga et en est sorti mutilé. Les troupes de Caffarelli comprenaient trois bataillons du 7e régiment d'infanterie de ligne italienne, huit bataillons des 7e, 16e et 67e régiments d'infanterie de ligne et 12 canons. Les Franco-Italiens déclarent avoir infligé 600 morts et blessés à leurs ennemis tout en n'en perdant que 20 tués et blessés. Bousculés, les archives autrichiennes sont absentes.

## Bataille

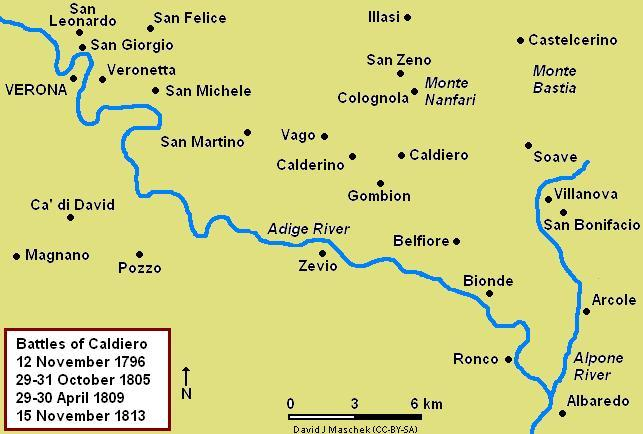
Carte de la bataille de Caldiero, 29-30 avril 1809. Alors que Grenier poussa sans succès sur Soave par l'est, la brigade de Bonfanti et la garde italienne capturent Castelcerino le 29. Le lendemain, Albert Gyulai contre-attaque pour récupérer Monte-Bastia

Sur l'Adige, Eugène réorganise à chaud son armée en corps sous des commandements d'hommes qu'il connaît, qui ont sa confiance, qu'il nomme et qui sont approuvés par Napoléon. Le général de division Jacques MacDonald dirigeait le V Corps avec les divisions de Broussier et Lamarque et une brigade de dragons. Il nomme Grenier à la tête du VI Corps qui comprend les divisions de Durutte et le général de brigade Louis Jean Nicolas Abbé et le 8e Hussards. L'abbé était commandant par intérim de l'ancienne division de Grenier jusqu'à l'arrivée du général de division Michel Marie Pacthod. Le XIIe Corps est formé des divisions de Fontanelli et du général de division Jean-Baptiste Dominique Rusca. Lorsque Severoli est blessé à Sacile, Fontanelli passe de la 2e à la 1re division italienne et est remplacé par Rusca. La Réserve, sous le commandement personnel d'Eugène, comprend la Garde italienne, la division de Seras, la réserve d'artillerie de Jean-Barthélemot Sorbier et les trois divisions de cavalerie. Grouchy a été placé aux commandes de la cavalerie. Dans un esprit de poursuite, Eugène a créé une brigade légère en formant trois bataillons à partir des compagnies de voltigeurs des régiments de ligne, tout en ajoutant un escadron de cavalerie légère et une section de deux canons. Le général de brigade Armand Louis Debroc est nommé à la tête de la brigade légère.
Le 27 avril, il y eut un affrontement à San Bonifacio et Villanova. Seras a défendu la position avec le 106e régiment d'infanterie de ligne, un escadron de cavalerie et quatre canons, soit un total de 3 000 hommes. Ils furent combattus par l'avant-garde de l'Oberst (colonel) Anton von Volkmann, qui comptait 1 800 hommes. Volkmann avec huit compagnies du Johann Jellacic Infanterie-Regiment Nr. 53 réussirent à expulser les Franco-Italiens de San Bonifacio. Cependant, Oberst Ignaz Csivich von Rohr et cinq compagnies de l'Oguliner Grenz Infanterie-Regiment Nr. 3 n'ont pas pu sécuriser le village voisin de Villanova et son pont sur l'Alpone. L'obscurité et une tempête de pluie ont mis fin à l'action. L'historien Digby Smith a qualifié les victimes des deux côtés de "légères" mais a qualifié l'escarmouche de victoire autrichienne.

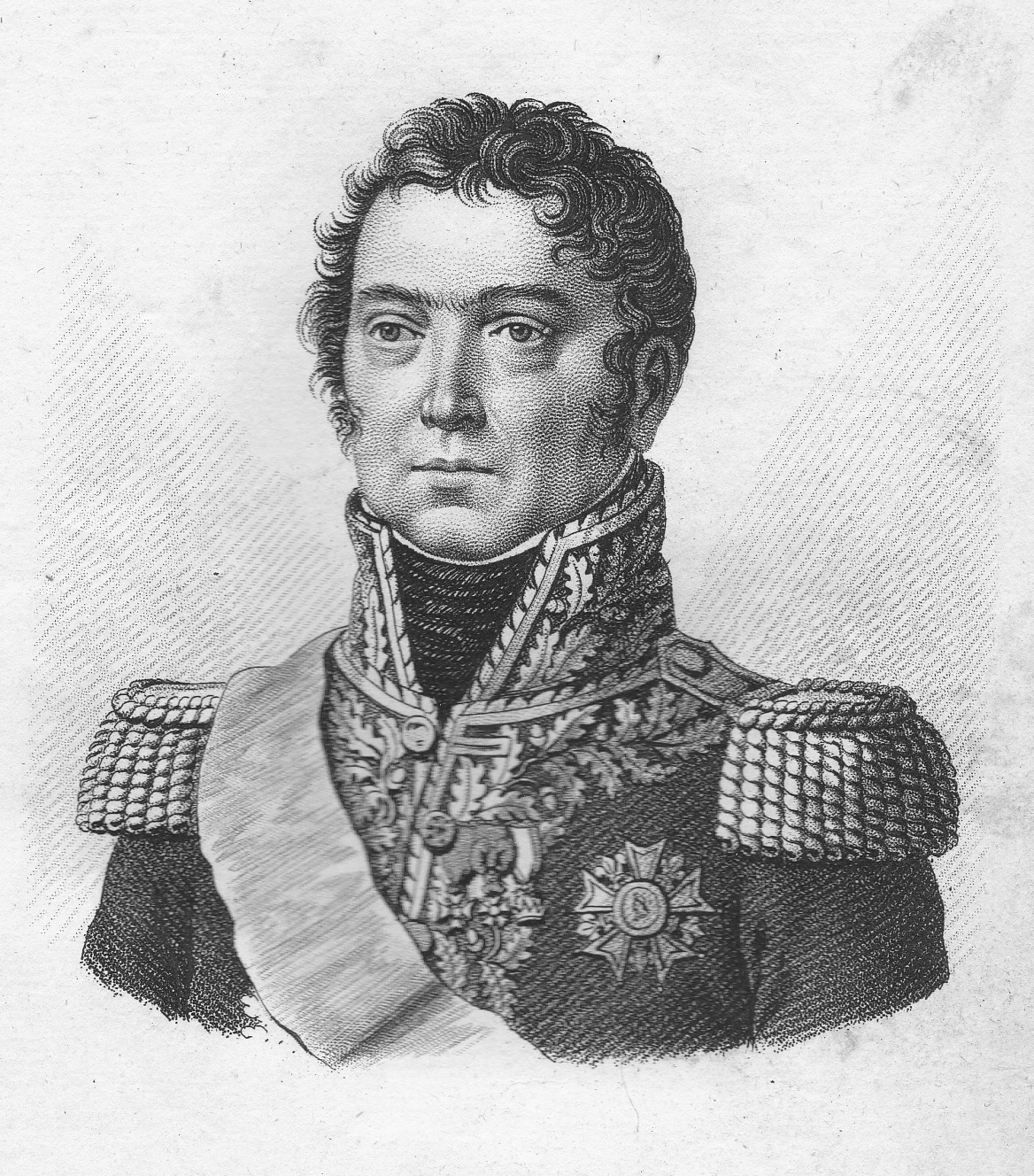
Paul Grenier

Le même jour que l'affrontement de San Bonifacio, l'archiduc Jean a appris la nouvelle de la défaite de son frère l'archiduc Charles, duc de Teschen à la bataille d'Eckmühl. Jean a déployé son armée dans une position défensive "formidable" bloquant la route principale. Le flanc droit de l'armée se trouvait à Soave derrière l'Alpone tandis que sa gauche se tenait à Legnago derrière l'Adige. John a posté trois bataillons au nord de Soave pour tenir Monte-Bastia. Le centre autrichien se tenait autour de San Bonifacio. La majeure partie de l'armée d'Eugène a été déployée au nord d'Arcole, bien que quelques unités aient bordé la rive ouest de l'Adige au-dessous du confluent de cette rivière avec l'Alpone. L'aile gauche franco-italienne s'étendait vers le nord jusqu'à Illasi et Cazzano di Tramigna. Eugène avait prévu de tourner le flanc droit de John, poussant les Autrichiens vers Venise. Pendant ce temps, la grande garnison de Venise éclaterait au nord. Si le plan fonctionnait, les Franco-Italiens pourraient piéger toute l'armée de Jean entre les deux forces.
L'armée d'Eugène occupait le même terrain qu'a la bataille de Caldiero de 1805. Le corps de Macdonald détenait Caldiero au centre tandis que Seras, l'abbé, une brigade italienne et la garde italienne étaient en hauteur sur la gauche à Colognola ai Colli. La division de dragons de Pully était en réserve, tandis que les autres unités de cavalerie étaient déployées sur la rive ouest de l'Adige sous Grouchy. Le 29 avril, le général de brigade Antoine-Louis-Ignace Bonfanti de la division Fontanelli et la garde italienne attaquent le détachement autrichien sur les hauteurs. Pendant ce temps, Grenier a dirigé les divisions de Seras et Abbé pour attaquer Soave, avec les troupes de MacDonald à l'appui.

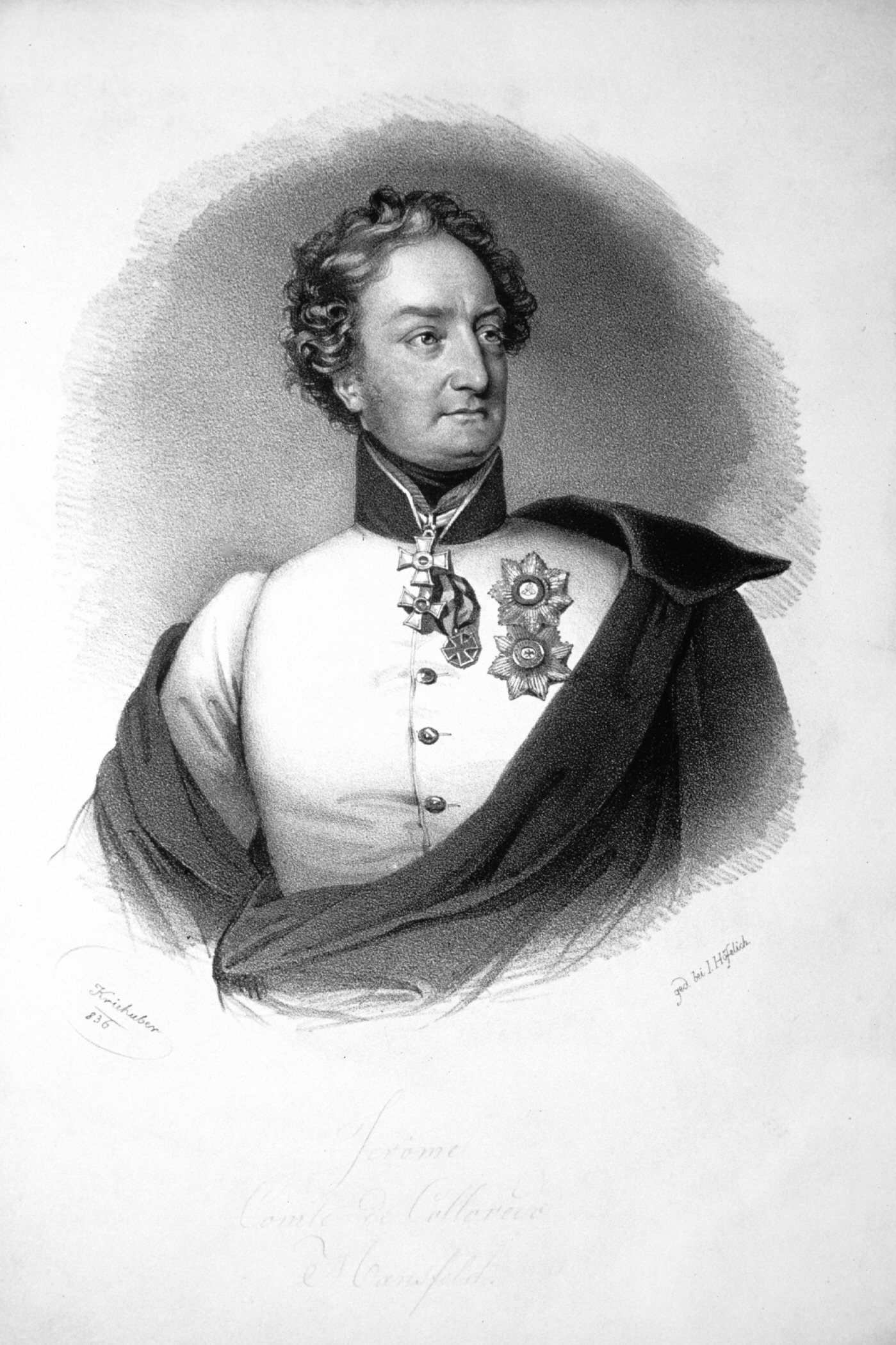
Hieronymus Colloredo

Eugène a engagé 23 000 hommes dans le combat, dont 24 bataillons, 10 escadrons et huit pièces d'artillerie. Les unités impliquées étaient trois bataillons du 1er régiment d'infanterie de ligne italienne et un bataillon du 2e de ligne italien de la brigade de Bonfanti, trois bataillons de la garde royale italienne, 4 escadrons chacun des 20e et 30e régiments de dragons, plus deux escadrons du 8e hussards. Grenier a envoyé deux canons et quatre bataillons du 53e de ligne de la division Seras, et deux bataillons de la division Abbé, un du 8e léger et un du 102e de ligne. MacDonald a engagé deux canons et cinq bataillons des 9e, 84e et 92e de ligne de la division Broussier, et quatre canons et quatre bataillons de la 29e de ligne de la division Lamarque.
Les défenseurs étaient 18.000 soldats dans 21 bataillons et 24 canons dans quatre batteries du VIII Armeekorps d'Albert Gyulai. La brigade du général de division Hieronymus Karl Graf von Colloredo-Mansfeld était composée de trois bataillons chacun des régiments d'infanterie Strassoldo Nr. 27 et Saint-Julien Nr. 61. La brigade du général de division Anton Gajoli était composée de trois bataillons du Franz Jellacic Infanterie-Regiment Nr. 62 et deux bataillons du 1er Banal Grenz Infanterie-Regiment Nr. 10. La brigade de Johann Kalnássy et d'autres unités comprenaient trois bataillons chacun des régiments d'infanterie Reisky Nr. 13, Simbschen Nr. 43, et Johann Jellacic Nr. 53, plus deux bataillons du régiment d'infanterie Grenz Oguliner Nr. 3.
Menées par la garde italienne, les troupes de Bonfanti prennent d'assaut Monte-Bastia et s'emparent de Castelcerino. Les attaques de Grenier contre Soave et San Bonifacio ont cependant été repoussées. Les Franco-Italiens ont subi 1 000 pertes tandis que les Autrichiens ont perdu 400 morts et blessés, plus 300 capturés. Smith a qualifié cette action de victoire autrichienne.
Le 30 avril, Jean contre-attaque avec 11 bataillons et reprend les positions perdues. Bonfanti est contraint de se retirer à Colognola. Smith a placé la force autrichienne à huit bataillons et 6 000 soldats, dont deux bataillons du 2nd Banal Grenz Infanterie-Regiment Nr. 11 et trois bataillons chacun des deux régiments Jellacic. Le général de brigade Jean Joseph Augustin Sorbier dirigeait les 5 000 hommes dans sept bataillons de la brigade Bonfanti et de la garde italienne. Les pertes italiennes ont atteint 409 morts et blessés tandis que les Autrichiens victorieux ont perdu prés du double avec 300 morts et blessés plus 572 disparus. Smith a critiqué Eugène pour n'avoir ni soutenu ses troupes à Castelcerino, ni monté une attaque de retenue devant. Un dénommé Sorbier, un autre officier que celui qui commandait l'artillerie d'Eugène, est mortellement blessé et décède le 21 mai.

## Résultat

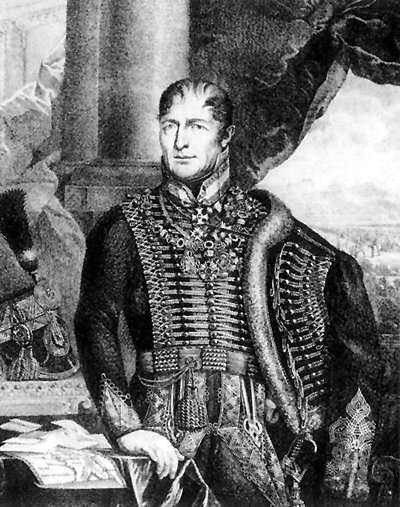
Johann Frimont

Jean reçoit des ordres de l'archiduc Charles le 29 avril. Il a été pressé de défendre le territoire qu'il avait capturé, mais a été autorisé à décider par lui-même. Jean savait que Napoléon portait son effort principal sur Vienne, sa position en Italie pourrait dès lors être contournée par des forces ennemies venant du nord. L'action conjuguée des armées d'Allemagne et d'Italie le poussèrent a décider de se retirer d'Italie et de défendre les frontières de l'Autriche en Carinthie et Carniole. Après avoir rompu tous les ponts au-dessus de l'Alpone, Jean a commencé son retrait dans les premières heures du 1er mai, couvert par l'arrière-garde du Feldmarschallleutnant Johann Maria Philipp Frimont.
Après avoir été retardée toute une journée pour réparer un pont important, l'armée d'Eugène a commencé sa poursuite le 2 mai. Le vice-roi a ordonné à Durutte de traverser l'Adige à Legnago avec sa division et de se diriger vers Padoue sur la Brenta. De là, il allait rencontrer des troupes vénitiennes et escorter un train de ravitaillement vers le Piave pour rejoindre Eugène. Pendant ce temps, Frimont bat la brigade légère de Montebello Vicentino et traverse la Brenta en bon ordre tout en détruisant les ponts. Dans une série d'actions de retraite le 2 mai, les Autrichiens ont perdu 200 tués et blessés tout en faisant 400 victimes à leurs poursuivants, dont Debroc blessé. Cependant, les Franco-Italiens ont recueilli 850 Autrichiens malades ou en difficulté pendant la journée. Frimont, le général de division Franz Marziani et le général de division Ignaz Splényi ont chacun mené des unités autrichiennes dans des actions distinctes le 2.
Après la violente attaque de sa brigade légère, le vice-roi l'agrandit en une division légère et mit à sa tête le général de brigade Joseph Marie, comte Dessaix. Il a ajouté trois bataillons de voltigeurs supplémentaires, deux autres canons et le 9e régiment de chasseurs à cheval. La nouvelle division était destinée à jouer un rôle clé dans la victoire d'Eugène à la bataille de la rivière Piave le 8 mai 1809.